# William Rice
William C. Rice, detto Colonel (Cincinnati, 18 febbraio 1881 – San Mateo, 12 febbraio 1941), è stato un canottiere canadese.
Rice partecipò ai Giochi olimpici di Saint Louis 1904 con la squadra Argonaut Rowing Club di Toronto nella gara di otto, in cui conquistò la medaglia d'argento.

## Palmarès
| Anno | Manifestazione  | Sede        | Evento | Risultato |
| ---- | --------------- | ----------- | ------ | --------- |
| 1904 | Giochi olimpici | Saint Louis | Otto   | Argento   |